# Stratenská jeskyně
Stratenská jeskyně se nachází v jižní části Slovenského ráje, v krasové oblasti nazývané Spišsko-gemerský kras na krasové planině Duča. V roce 1994 ji speleologové propojili se sousedící jeskyní Psí díry a vzniklý krasový systém je s délkou 22 km chodeb, síní a propastí je druhý nejdelší ze slovenských jeskyní. Vchod do jeskyně se nachází v levém svahu krasové doliny Tiesnavy jižně od obce Stratená. Jeskyně byla objevena Vladimírem Košelem a Jaromírem Volkem 1. prosince 1972.
Výjimečnost Stratenské jeskyně spočívá hlavně v mohutnosti jejich podzemních prostor. Největší prostorou jeskyně, a také celého slovenského podzemí, je Pohádkový dóm s délkou 192 m, šířkou 46 m, průměrnou výškou 11 m, plochou 9 040 m2 a objemem 79 017 m3 – největší jeskynní prostorou Slovenska. Krápníková výzdoba jeskyně je poměrně bohatá, zvláštností jeskyně jsou kupovité či kuželovité stalagmity. Prostory jeskyně byly vytvořeny rozšířením puklin ve vápenci vodami řeky Hnilec.
V prostorách jeskyně Psí díry se nachází nejbohatší naleziště kostí medvěda jeskynního na Slovensku, což z ní činí významnou paleontologickou lokalitu.
Jeskyně přímo souvisí s Dobšinskou ledovou jeskyní, propojení s ní však nebylo nikdy realizováno, aby se nenarušilo specifické mikroklima ledové jeskyně. V budoucnu se uvažuje o vykopání umělého vchodu a do jeskyně poblíž vchodu do Dobšinské ledové jeskyně a jejímu zpřístupnění.

## Chráněné území
Stratenská jaskyňa je národní přírodní památka ve správě příspěvkové organizace Správa slovenských jeskyní. Nachází se v katastrálním území obce Dobšiná v okrese Rožňava v Košickém kraji. Území bylo vyhlášeno v roce 2001. Ochranné pásmo nebylo stanoveno.